# Arnold Atienza
Arnold Ilagan Atienza (* 29. September 1972), auch bekannt als Ali Atienza, ist ein philippinischer Sportler, Politiker und Nachrichtensprecher. Von 2005 bis 2007 war er Berater des Präsidenten für Jugendpolitik tätig. Von 2001 bis 2007 besetzte er eine Position als Leiter des Sportprogrammes und des Innenstadtentwicklungsprogrammes von Manila.
Atienza studierte an der Universität De La Salle und verließ diese mit einem Bachelor of Science in Physik. Anschließend erwarb er an der Universität der Stadt Manila seinen Master of Public Administration.
Er ist der Sohn des ehemaligen Bürgermeisters von Manila, Lito Atienza.
In den 1990ern gewann Atienza für das Taekwondo-Team der Philippinen Gold bei den asiatischen Taekwondo-Meisterschaften.